# Железная дорога Монте
Железная дорога Монте (более известная как Монте-Пойнт, или Монте-Лифт) — одноколейная зубчатая железная дорога, связывавшая Фуншал с Монте (Мадейра, Португалия). Длина железной дороги составляла 3911 м. Первые маршруты появились уже в 1893 и 1894 годах, но окончательно линия была завершена только в 1912 году.

## История

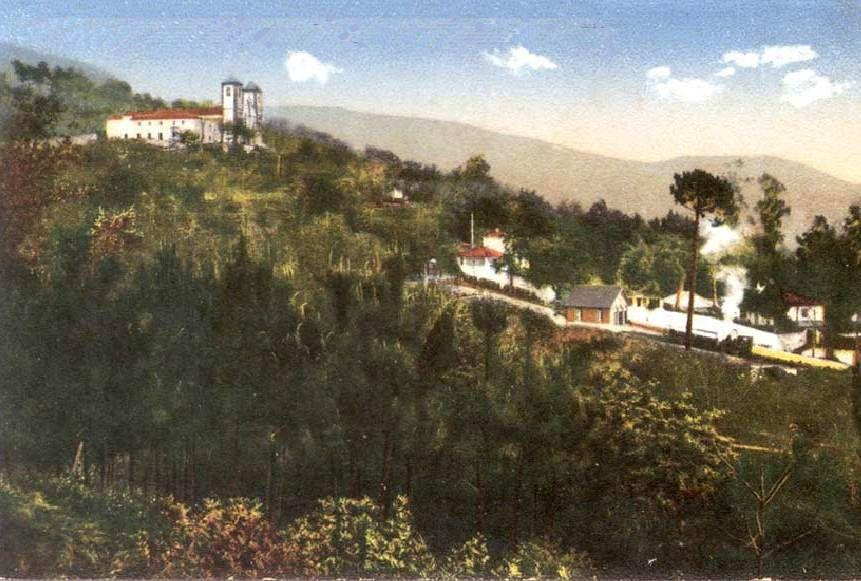
Станция Монте

### Строительство
Железная дорога была спроектирована в 1886 году португальским инженером французского происхождения Раулем Месниром де Понсардом, а само строительство началось после получения Антониу Жоакимом Маркешем разрешения муниципалитета Фуншала 17 февраля 1887 года. Идею строительства железной дороги также поддержал комендант гарнизона Мануэл Гонсалвеш.
Однако возникли непредвиденные трудности, и 24 июля 1890 года муниципалитет Фуншала разрешил передачу концессии на строительство дороги капитану Мануэлу Алешандру де Соузе. Вскоре был подписан окончательный договор о передаче права на строительству железной дороги и её эксплуатацию в течение 10 лет после окончания строительства с компанией де Соузы Companhia do Caminho-Ferro de Monte. 22 января 1891 года, муниципалитет одобрил сделку с де Соузой.
Работы начались 13 августа 1891 года. Первый участок был открыт 16 июля 1893 года между Помбалом и Левада-де-Санта-Лузией. Первоначально строительством руководил сам Мануэл Алешандру де Соуза, но 29 августа 1893 года он был замещён братьями Тригу, которым пришлось исправить ошибки, допущенные капитаном Соузой при строительстве. Сам де Соуза при этом оставался главой компанией, владеющей концессией на строительство.
5 августа 1894 года первый поезд прибыл на открытие станции Аталиню, расположенной на высоте 577 метров над уровнем моря. Тогда же из Германии был импортирован локомотив. Открытие линии до Аталиню было отмечено большим праздником.
В отчёте компании де Соузы за 1894 год сообщается, что работа над участком до Аталиню стоила 44 899 долларов, из которых 2229 были использованы для исправления крутого уклона на одном из участков, на котором могли в будущем сойти с рельсов локомотивы.
16 сентября 1903 года газета «Железные дороги» сообщила, что два локомотива из трёх, принадлежащих компании де Соузы, были в плохом рабочем состоянии, поэтому муниципалитетом Фуншала было приказано принять все необходимые меры для решения проблемы. Вскоре оба локомотива были отремонтированы. Газета также сообщила, что обсуждается создание ассоциации, которая в будущем приобретёт железную дорогу Монте.
12 июля 1910 года компанией де Соузы на совещании с муниципалитетом было предложено продлить железнодорожную линию до Террейру-да-Лута. После рассмотрения предложение было одобрено 4 августа того же года.
Строительство крупной железной дороги на острове в городе вызвало широкий общественный резонанс и большой интерес со стороны крупных британских предпринимателей в Фуншале.

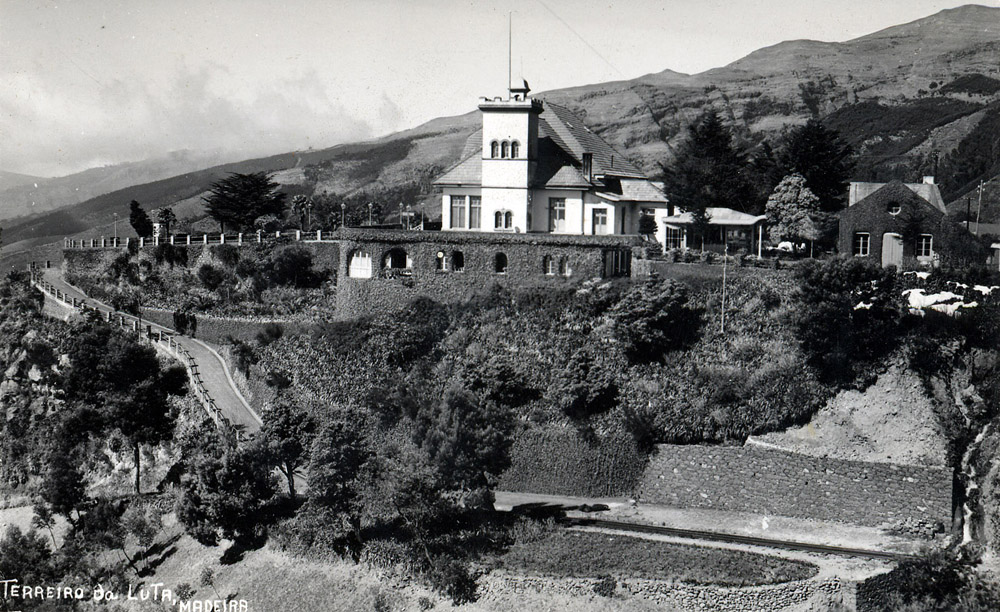
Ресторан на станции Террейру-да-Лута

24 июля 1912 года первый поезд прибывает на станцию в Террейру-да-Лута, находящуюся на высоте 850 метров над уровнем моря. Таким образом было закончено строительство железной дороги общей длиной 3911 метра, имеющей следующие остановки: Помбал, Левада-де-Санта-Лузия, Ливраменту, Квинта-Сантана, Фламенгу, Конфейтария, Аталиню (Монте), Ларгу-да-Фонте и Террейру-да-Лута. В тот же день, на станции Террейру-да-Лута был открыт панорамный ресторан, владельцем которого стала компания де Соузы.
4 марта 1915 года муниципалитет Фуншала получил письмо от архитектора Мигела Терры, в котором он предложил свою помощь в организации общего благоустройства города. По задумкам Терры, вдоль берега Санты-Лузии и рядом с железнодорожной станцией должны быть проложены широкие тротуары, и таким образом, туристы смогут без проблем направляться от центра города до станции Помбал, а затем с помощью поезда до Монте, где уже были построены две гостиницы.

### Участки строительства
| Между Станциями                         | Длина  | Открытие            |
| --------------------------------------- | ------ | ------------------- |
| Помбал — Левада-де-Санта-Лузия          | 1000 м | 16 июля 1893 года   |
| Левада-де-Санта-Лузия — Аталиню (Монте) | 1500 м | 5 августа 1894 года |
| Аталиню (Монте) — Террейру-да-Лута      | 1411 м | 24 июля 1912 года   |

### Упадок

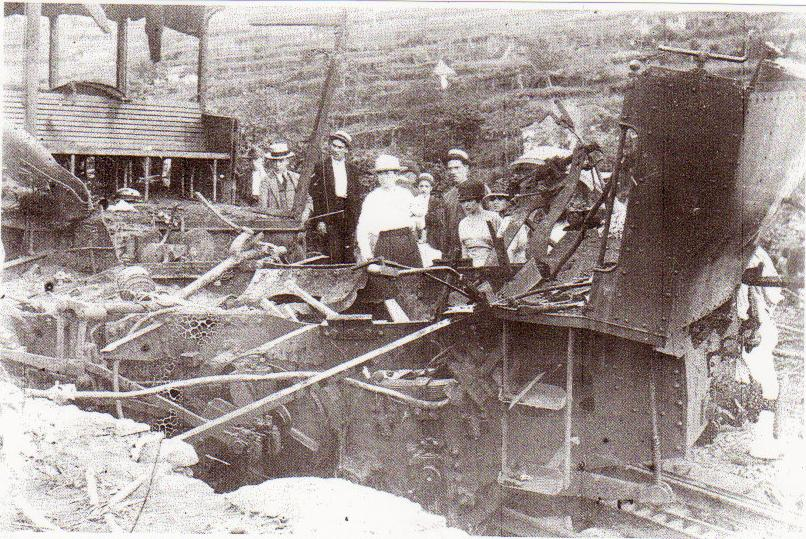
Обломки поезда после взрыва в 1919 году.

Во время строительства железнодорожная компания боролась с серьезными финансовыми трудностями и даже была вынуждена дважды прибегать к кредитам, долгое время не распределяя дивиденды акционерам. Тем не менее, положение компании стабилизировалось в течение некоторого времени после открытия всей линии, несмотря на Первую мировую войну и высокие цены на древесный уголь. Однако компания де Соузы не смогла собрать достаточный капитал для замены устаревших локомотивов, которые показывали серьезные признаки износа. Все это привело к аварии 10 сентября 1919 года, когда произошел взрыв в котле локомотива, во время подхода поезда к горе. Из-за аварии погибло 4 пассажира, после чего поездки были приостановлены до 1 февраля 1920 года. 11 января 1932 года произошла новая авария, на этот раз поезд сошел с рельсов. С тех пор туристы и жители перестали пользоваться железной дорогой, считая её слишком опасной. Вместе с начавшейся Второй мировой войной и полным отсутствием туристов на Мадейре, компанию, эксплуатирующую железную дорогу, постиг финансовый кризис.
Ввиду вышеуказанных причин, уже в апреле 1943 года состоялась последняя поездка поезда по железной дороге, после чего вся линия была демонтирована.
16 ноября 1948 года газета «Железная дорога» сообщила, что железная дорога Монте была распродана на металлолом.

## Особенности эксплуатации

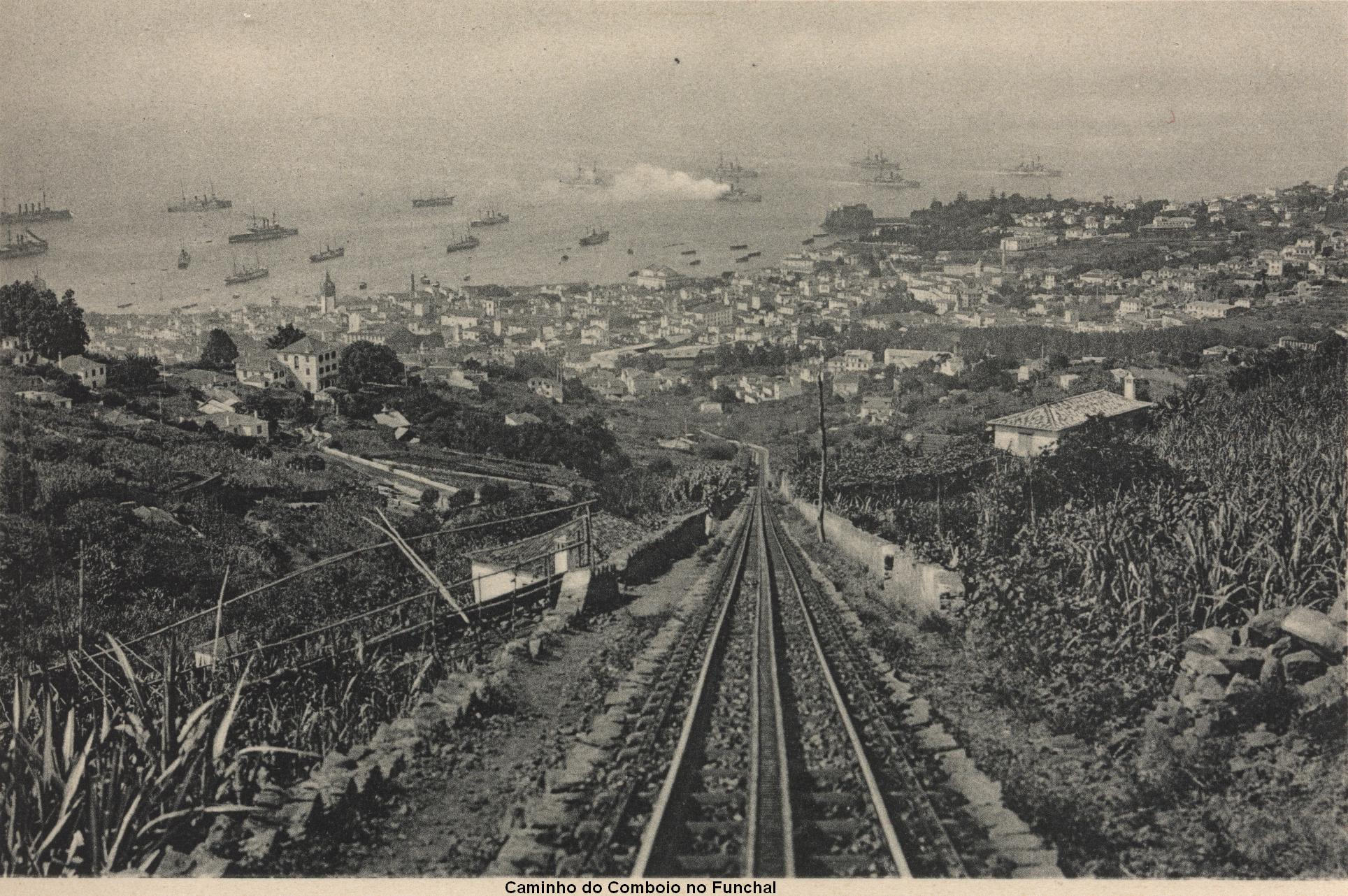
Вид на Фуншал

### Технические характеристики
Железная дорога Монте была одноколейной, за исключением станций Ливраменту и Монте, где был разъезд, позволяющий поездам скрещаться. В Помбале располагались основные станции и офис компании, владеющей железной дорогой. Железная дорога имела общую длину 3911 м, из которых 2500 м составляли участок между Помбалом и Монте.

### Перевозка пассажиров
Железная дорога была построена в основном для перевозки туристов из города Фуншал в район Монте, хотя железной дорогой также ежедневно пользовались многие местные жители. Сама железная дорога во многом стала основой туристической индустрии острова.

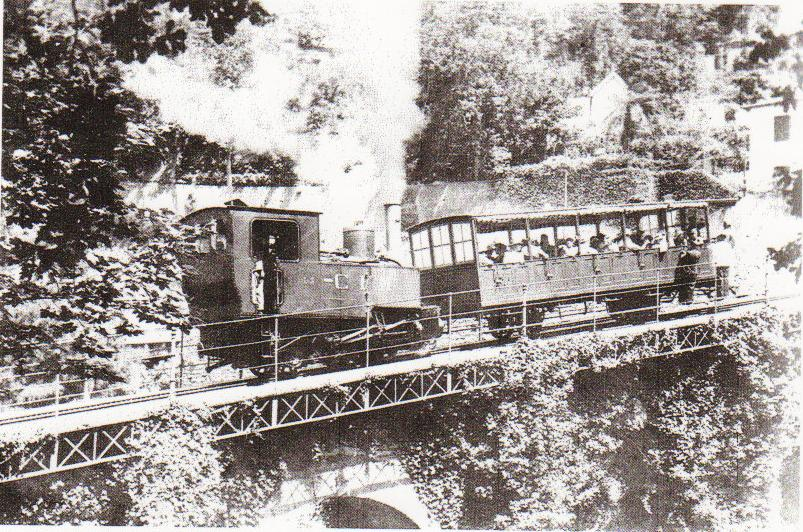
Локомотив и вагон возле Ларго да Фонте, Монте.

### Подвижной состав
Компания имела пять локомотивов (четыре построены Maschinen-Fabrick Esslingen и один SLM Winterthur) и пять пассажирских вагонов (вместимостью 60 человек). Был также один вагон для перевозки багажа.

## Современность
По предложению мэра в октябре 2003 года муниципалитет Фуншала одобрил международный открытый конкурс на реконструкцию железной дороги Монте.

В 2009 году обсуждался проект реконструкции железной дороги в совместном предприятии между муниципалитетом Фуншала и компанией Teleféricos da Madeira. Проект предусматривал строительство железной дороги типа фуникулёра между старыми станциями Террейру-да-Луты. Однако проект был приостановлен на неопределённый срок из-за сложностей с финансированием.